# Adrie Koster
Adrianus Cornelis „Adrie“ Koster (n. 18 noiembrie 1954, Zierikzee, Zeeland) este un antrenor de fotbal și fost fotbalist neerlandez care a antrenat-o pe Ajax Amsterdam.